# Feldgänse
Die Feldgänse (Anser), gelegentlich auch Echte Gänse genannt, sind eine Gattung Echter Gänse (Anserini), die zur Familie der Entenvögel (Anatidae) gehören. Diese Gattung umfasst elf Arten, darunter die in Mitteleuropa bekanntesten Arten der Gänse.
Zu dieser Gattung gehört auch die Hausgans als domestizierte Form der Graugans, teilweise genetisch mit der Höckergans vermischt, die ihrerseits wieder eine Zuchtform der Schwanengans ist.

## Erscheinungsbild
Alle zur Gattung der Feldgänse gehörenden Arten sind große Vögel mit kurzen Beinen und langem Hals. Der Schnabel ist stark und an der Wurzel fast genauso hoch wie lang. Die Kieferränder sind etwas ausgebaucht, sodass die lamellenförmigen Zähne von außen sichtbar sind. Der Schnabelnagel ist sehr groß und geht über die gesamte Breite des Schnabels. Die Nasenlöcher liegen etwa in der Mitte des Schnabels.
Am Hals liegen die Federn eng an. Sie sind etwas verlängert und so angeordnet, dass der Hals etwas zerfurcht wirkt. Die Flügel sind lang und spitz zulaufend. Die dritte Handschwinge ist die längste Schwingenfeder. Der Schwanz weist zwischen 16 und 20 Federn auf.

## Verbreitung
Feldgänse sind holarktisch verbreitet. Lediglich im Winter und auf dem Zug kommen sie außerhalb der Holarktis vor.

## Arten
Die Gattung besteht aus folgenden elf Arten:
| Deutscher Name                  | Wissenschaftlicher Name             | Verbreitung | Gefährdungsstufe Rote Liste der IUCN                   | Anmerkungen | Bild                                    |
| ------------------------------- | ----------------------------------- | --- | ------------------------------------------------------ | --- | --------------------------------------- |
| Blässgans                       | Anser albifrons (Scopoli, 1769)     | Brütet in arktischen Gebieten vom Norden des europäischen Russlands bis Ostsibirien, dem arktischen Nordamerika und auf Grönland. | (Least Concern – nicht gefährdet)                      | 5 Unterarten: 65 bis 76 Zentimeter lang. Dunkel graubraun gefärbt mit einer meist hellen Unterseite sowie unregelmäßigen schwarzen Querflecken am Bauch. Adulte Vögel mit weißer Blesse. Schnabel rosa, Füße orange. | Blässgans (Anser albifrons)             |
| Zwerggans                       | Anser erythropus (Linnaeus, 1758)   | Brütet im Norden von Skandinavien | (Vulnerable – gefährdet)                               | monotypisch erreiche eine Körperlänge von 53 bis 66 Zentimeter. Sie hat eine Flügelspannweite von 120 bis 135 cm und wiegt 1,4 bis 2,2 kg. Die Zwerggans ähnelt in Habitus und Färbung der europäischen Blässgans, ist jedoch kleiner und dunkler. | Zwerggans (Anser erythropus)            |
| Graugans                        | Anser anser (Linnaeus, 1758)        | Brutvogel in Nord- und Osteuropa sowie Asien. Während des Zuges in ganz Europa anzutreffen. | (Least Concern – nicht gefährdet)                      | 75 bis 90 Zentimeter lang. Heller als die anderen grauen Gänse. Vorderflügel auffällig hell, Bauch hat meist stark ausgeprägte schwarze Flecken. Schnabel und Füße orangefarben. | Graugans (Anser anser)                  |
| Kurzschnabelgans                | Anser brachyrhynchus Baillon, 1834  | Brutgebiete in Grönland, Island und Spitzbergen, Winterquartier auf den Britischen Inseln, in Belgien und den Niederlanden, in den Küstengebieten Norddeutschlands und in Dänemark. | (Least Concern – nicht gefährdet)                      | monotypisch 66 Zentimeter lang. Der Waldsaatgans (Anser fabalis) sehr ähnlich. Schnabel kurz, mit rosafarbenen Band. Rosafarbene Füße, Dunklerer Kopf, auf dem Rücken aufgehelltes graus, sonst graubraun gestreiftes Gefieder. | Kurzschnabelgans (Anser brachyrhynchus) |
| Waldsaatgans oder Rietgans      | Anser fabalis (Latham, 1787)        | Brütet in der Taiga von Nordskandinavien im Westen bis nach Ostsibirien. Wintergebiete sind in Mitteleuropa von Südschweden bis hin zur kroatischen Adriaküste. | (Least Concern – nicht gefährdet)                      | 3 Unterarten 65 bis 90 cm lang. Gefieder graubraun, am Hals und dem eckigen Kopf dunkelbraun. Brust und Bauch hellbraun, zum Schwanz hin weißlich gefärbt, Flügel dunkelbraun. Schnabel am Ansatz und der Spitze schwarz, dazwischen orangefarbene Markierung. Füße orangefarben.                                                                          | Waldsaatgans (Anser fabalis)            |
| Tundrasaatgans                  | Anser serrirostris Gould, 1852      | Brütet in der Tundra im nördlichen Sibirien. | Bei der IUCN nicht als eigenständige Art aufgeführt.   | 2 Unterarten | Tundrasaatgans (Anser serrirostris)     |
| Schwanengans                    | Anser cygnoides (Linnaeus, 1758)    | Brutgebiete in Sibirien und der Mongolei, überwintert in China. Eine freilebende Population existiert in der Region Rhein-Neckar. | (Vulnerable – gefährdet)                               | monotypisch Braune, sehr große Gänseart mit langem dunklen Schnabel, dessen Basis weiß gesäumt ist. Kennzeichnend für die Wildform ist die gradlinige Schnabelfirstlinie. Die Hausgansrasse Emder Gans wird ebenfalls auch Schwanengans genannt. | Schwanengans (Anser cygnoides)          |
| Streifengans oder Indische Gans | Anser indicus (Latham, 1790)        | Brutgebiete in den Hochebenen Zentralasiens, in Südostrussland, Tibet, Teilen Nordindiens, der Mongolei und der Volksrepublik China, Überwinterungsgebiete vom südlichen Himalaja im Nordwesten und zentralen Süden Indiens, in Pakistan, Bangladesch, Nepal und Burma bis zu den Hochlagen Tibets. | (Least Concern – nicht gefährdet)                      | monotypisch 70 bis 75 Zentimeter lang. Zwei namengebende schwarzbraune Querstreifen am sonst weißen Kopf. Körpergefieder hellsilbergrau, Bauchseite reinweiß, Flanken etwas dunkler, Flügeldecken aufgehellt, Flugfedern tiefschwarz. Schnabel hell- bis orangegelbe Schnabel, 4,5 bis 6,5 Zentimeter lang, Augenfarbe dunkelbraun, Füße orangefarben.     | Streifengans (Anser indicus)            |
| Kaisergans                      | Anser canagicus (Sevastianov, 1802) | Nordsibirien bis zum Nordwesten Alaskas und auf den vorgelagerten Inseln des Nord- und Beringmeeres. Brütet nicht in Kolonien. | (Near Threatened – potenziell gefährdet, Vorwarnliste) | monotypisch 66 Zentimeter lang, relativ kurze Beine. Gesperbertes Gefieder, weißer Kopf. Beide Geschlechter sehen gleich aus. | Kaisergans (Anser canagicus)            |
| Schneegans                      | Anser caerulescens (Linnaeus, 1758) | Brutvogel im nordwestlichen Grönland, im nördlichen Kanada und nordöstlichen Sibirien. Winterquartiere in den Vereinigten Staaten und Europa. | (Least Concern – nicht gefährdet)                      | 2 Unterarten: Große Schneegans (A. c. atlanticus) Kleine Schneegans (A. c. caerulescens) 60 bis 75 cm lang. Zeigt sich in zwei Färbungsphasen: bis auf die schwarzen Handschwingen und die aschgrauen Handdecken schneeweiß (weiße Morphe) oder bis auf den weißen Kopf und Hals sowie den hellen und weißen Hinterbauch blaugrau gefärbt (dunkle Morphe). | Schneegans (Anser caerulescens)         |
| Zwergschneegans                 | Anser rossii Cassin, 1861           | Brutgebiete im Nordwesten Kanadas bis zur sibirischen Wrangelinsel, Winterquartier in Kalifornien, New Mexico und das Hochland von Mexiko. | (Least Concern – nicht gefährdet)                      | monotypisch 53 bis 66 Zentimeter lang. Der Schneegans (Chen caerulescens) sehr ähnlich, ist aber deutlich kleiner und hat einen kürzeren, rosafarbenen Schnabel, der am Ansatz kleine bläuliche Vorsprünge aufweist, Füße rosafarben. Dunkle Farbmorphe möglich.                                                                                           | Zwergschneegans (Anser rossii)          |

Die verwandtschaftlichen Beziehungen zwischen den elf Arten der Gattung Anser zeigt das folgende Kladogramm:
|  | Kaisergans (Anser canagicus)                                                                       |
|  | |
|  | \| \| Zwergschneegans (Anser rossii) \| \| \| \| \| \| Schneegans (Anser caerulescens) \| \| \| \| |
|  | |
|  | Zwergschneegans (Anser rossii)                                                                     |
|  | |
|  | Schneegans (Anser caerulescens)                                                                    |
|  | |

|  | Zwergschneegans (Anser rossii)  |
|  |                                 |
|  | Schneegans (Anser caerulescens) |
|  |                                 |

|  | Tundrasaatgans (Anser serrirostris)                                                                      |
|  | |
|  | \| \| Kurzschnabelgans (Anser brachyrhynchus) \| \| \| \| \| \| Waldsaatgans (Anser fabalis) \| \| \| \| |
|  | |
|  | Kurzschnabelgans (Anser brachyrhynchus)                                                                  |
|  | |
|  | Waldsaatgans (Anser fabalis)                                                                             |
|  | |

|  | Kurzschnabelgans (Anser brachyrhynchus) |
|  |                                         |
|  | Waldsaatgans (Anser fabalis)            |
|  |                                         |

|  | Blässgans (Anser albifrons)  |
|  |                              |
|  | Zwerggans (Anser erythropus) |
|  |                              |

|  | Tundrasaatgans (Anser serrirostris)                                                                      |
|  | |
|  | \| \| Kurzschnabelgans (Anser brachyrhynchus) \| \| \| \| \| \| Waldsaatgans (Anser fabalis) \| \| \| \| |
|  | |
|  | Kurzschnabelgans (Anser brachyrhynchus)                                                                  |
|  | |
|  | Waldsaatgans (Anser fabalis)                                                                             |
|  | |

|  | Kurzschnabelgans (Anser brachyrhynchus) |
|  |                                         |
|  | Waldsaatgans (Anser fabalis)            |
|  |                                         |

|  | Blässgans (Anser albifrons)  |
|  |                              |
|  | Zwerggans (Anser erythropus) |
|  |                              |

|  | Tundrasaatgans (Anser serrirostris)                                                                      |
|  | |
|  | \| \| Kurzschnabelgans (Anser brachyrhynchus) \| \| \| \| \| \| Waldsaatgans (Anser fabalis) \| \| \| \| |
|  | |
|  | Kurzschnabelgans (Anser brachyrhynchus)                                                                  |
|  | |
|  | Waldsaatgans (Anser fabalis)                                                                             |
|  | |

|  | Kurzschnabelgans (Anser brachyrhynchus) |
|  |                                         |
|  | Waldsaatgans (Anser fabalis)            |
|  |                                         |

|  | Blässgans (Anser albifrons)  |
|  |                              |
|  | Zwerggans (Anser erythropus) |
|  |                              |

|  | Tundrasaatgans (Anser serrirostris)                                                                      |
|  | |
|  | \| \| Kurzschnabelgans (Anser brachyrhynchus) \| \| \| \| \| \| Waldsaatgans (Anser fabalis) \| \| \| \| |
|  | |
|  | Kurzschnabelgans (Anser brachyrhynchus)                                                                  |
|  | |
|  | Waldsaatgans (Anser fabalis)                                                                             |
|  | |

|  | Kurzschnabelgans (Anser brachyrhynchus) |
|  |                                         |
|  | Waldsaatgans (Anser fabalis)            |
|  |                                         |

|  | Blässgans (Anser albifrons)  |
|  |                              |
|  | Zwerggans (Anser erythropus) |
|  |                              |

|  | Tundrasaatgans (Anser serrirostris)                                                                      |
|  | |
|  | \| \| Kurzschnabelgans (Anser brachyrhynchus) \| \| \| \| \| \| Waldsaatgans (Anser fabalis) \| \| \| \| |
|  | |
|  | Kurzschnabelgans (Anser brachyrhynchus)                                                                  |
|  | |
|  | Waldsaatgans (Anser fabalis)                                                                             |
|  | |

|  | Kurzschnabelgans (Anser brachyrhynchus) |
|  |                                         |
|  | Waldsaatgans (Anser fabalis)            |
|  |                                         |

|  | Blässgans (Anser albifrons)  |
|  |                              |
|  | Zwerggans (Anser erythropus) |
|  |                              |

|  | Tundrasaatgans (Anser serrirostris)                                                                      |
|  | |
|  | \| \| Kurzschnabelgans (Anser brachyrhynchus) \| \| \| \| \| \| Waldsaatgans (Anser fabalis) \| \| \| \| |
|  | |
|  | Kurzschnabelgans (Anser brachyrhynchus)                                                                  |
|  | |
|  | Waldsaatgans (Anser fabalis)                                                                             |
|  | |

|  | Kurzschnabelgans (Anser brachyrhynchus) |
|  |                                         |
|  | Waldsaatgans (Anser fabalis)            |
|  |                                         |

|  | Blässgans (Anser albifrons)  |
|  |                              |
|  | Zwerggans (Anser erythropus) |
|  |                              |

|  | Tundrasaatgans (Anser serrirostris)                                                                      |
|  | |
|  | \| \| Kurzschnabelgans (Anser brachyrhynchus) \| \| \| \| \| \| Waldsaatgans (Anser fabalis) \| \| \| \| |
|  | |
|  | Kurzschnabelgans (Anser brachyrhynchus)                                                                  |
|  | |
|  | Waldsaatgans (Anser fabalis)                                                                             |
|  | |

|  | Kurzschnabelgans (Anser brachyrhynchus) |
|  |                                         |
|  | Waldsaatgans (Anser fabalis)            |
|  |                                         |

|  | Blässgans (Anser albifrons)  |
|  |                              |
|  | Zwerggans (Anser erythropus) |
|  |                              |

|  | Tundrasaatgans (Anser serrirostris)                                                                      |
|  | |
|  | \| \| Kurzschnabelgans (Anser brachyrhynchus) \| \| \| \| \| \| Waldsaatgans (Anser fabalis) \| \| \| \| |
|  | |
|  | Kurzschnabelgans (Anser brachyrhynchus)                                                                  |
|  | |
|  | Waldsaatgans (Anser fabalis)                                                                             |
|  | |

|  | Kurzschnabelgans (Anser brachyrhynchus) |
|  |                                         |
|  | Waldsaatgans (Anser fabalis)            |
|  |                                         |

|  | Blässgans (Anser albifrons)  |
|  |                              |
|  | Zwerggans (Anser erythropus) |
|  |                              |

|  | Kaisergans (Anser canagicus)                                                                       |
|  | |
|  | \| \| Zwergschneegans (Anser rossii) \| \| \| \| \| \| Schneegans (Anser caerulescens) \| \| \| \| |
|  | |
|  | Zwergschneegans (Anser rossii)                                                                     |
|  | |
|  | Schneegans (Anser caerulescens)                                                                    |
|  | |

|  | Zwergschneegans (Anser rossii)  |
|  |                                 |
|  | Schneegans (Anser caerulescens) |
|  |                                 |

|  | Tundrasaatgans (Anser serrirostris)                                                                      |
|  | |
|  | \| \| Kurzschnabelgans (Anser brachyrhynchus) \| \| \| \| \| \| Waldsaatgans (Anser fabalis) \| \| \| \| |
|  | |
|  | Kurzschnabelgans (Anser brachyrhynchus)                                                                  |
|  | |
|  | Waldsaatgans (Anser fabalis)                                                                             |
|  | |

|  | Kurzschnabelgans (Anser brachyrhynchus) |
|  |                                         |
|  | Waldsaatgans (Anser fabalis)            |
|  |                                         |

|  | Blässgans (Anser albifrons)  |
|  |                              |
|  | Zwerggans (Anser erythropus) |
|  |                              |

|  | Tundrasaatgans (Anser serrirostris)                                                                      |
|  | |
|  | \| \| Kurzschnabelgans (Anser brachyrhynchus) \| \| \| \| \| \| Waldsaatgans (Anser fabalis) \| \| \| \| |
|  | |
|  | Kurzschnabelgans (Anser brachyrhynchus)                                                                  |
|  | |
|  | Waldsaatgans (Anser fabalis)                                                                             |
|  | |

|  | Kurzschnabelgans (Anser brachyrhynchus) |
|  |                                         |
|  | Waldsaatgans (Anser fabalis)            |
|  |                                         |

|  | Blässgans (Anser albifrons)  |
|  |                              |
|  | Zwerggans (Anser erythropus) |
|  |                              |

|  | Tundrasaatgans (Anser serrirostris)                                                                      |
|  | |
|  | \| \| Kurzschnabelgans (Anser brachyrhynchus) \| \| \| \| \| \| Waldsaatgans (Anser fabalis) \| \| \| \| |
|  | |
|  | Kurzschnabelgans (Anser brachyrhynchus)                                                                  |
|  | |
|  | Waldsaatgans (Anser fabalis)                                                                             |
|  | |

|  | Kurzschnabelgans (Anser brachyrhynchus) |
|  |                                         |
|  | Waldsaatgans (Anser fabalis)            |
|  |                                         |

|  | Blässgans (Anser albifrons)  |
|  |                              |
|  | Zwerggans (Anser erythropus) |
|  |                              |

|  | Tundrasaatgans (Anser serrirostris)                                                                      |
|  | |
|  | \| \| Kurzschnabelgans (Anser brachyrhynchus) \| \| \| \| \| \| Waldsaatgans (Anser fabalis) \| \| \| \| |
|  | |
|  | Kurzschnabelgans (Anser brachyrhynchus)                                                                  |
|  | |
|  | Waldsaatgans (Anser fabalis)                                                                             |
|  | |

|  | Kurzschnabelgans (Anser brachyrhynchus) |
|  |                                         |
|  | Waldsaatgans (Anser fabalis)            |
|  |                                         |

|  | Blässgans (Anser albifrons)  |
|  |                              |
|  | Zwerggans (Anser erythropus) |
|  |                              |

|  | Tundrasaatgans (Anser serrirostris)                                                                      |
|  | |
|  | \| \| Kurzschnabelgans (Anser brachyrhynchus) \| \| \| \| \| \| Waldsaatgans (Anser fabalis) \| \| \| \| |
|  | |
|  | Kurzschnabelgans (Anser brachyrhynchus)                                                                  |
|  | |
|  | Waldsaatgans (Anser fabalis)                                                                             |
|  | |

|  | Kurzschnabelgans (Anser brachyrhynchus) |
|  |                                         |
|  | Waldsaatgans (Anser fabalis)            |
|  |                                         |

|  | Blässgans (Anser albifrons)  |
|  |                              |
|  | Zwerggans (Anser erythropus) |
|  |                              |

|  | Tundrasaatgans (Anser serrirostris)                                                                      |
|  | |
|  | \| \| Kurzschnabelgans (Anser brachyrhynchus) \| \| \| \| \| \| Waldsaatgans (Anser fabalis) \| \| \| \| |
|  | |
|  | Kurzschnabelgans (Anser brachyrhynchus)                                                                  |
|  | |
|  | Waldsaatgans (Anser fabalis)                                                                             |
|  | |

|  | Kurzschnabelgans (Anser brachyrhynchus) |
|  |                                         |
|  | Waldsaatgans (Anser fabalis)            |
|  |                                         |

|  | Blässgans (Anser albifrons)  |
|  |                              |
|  | Zwerggans (Anser erythropus) |
|  |                              |

|  | Tundrasaatgans (Anser serrirostris)                                                                      |
|  | |
|  | \| \| Kurzschnabelgans (Anser brachyrhynchus) \| \| \| \| \| \| Waldsaatgans (Anser fabalis) \| \| \| \| |
|  | |
|  | Kurzschnabelgans (Anser brachyrhynchus)                                                                  |
|  | |
|  | Waldsaatgans (Anser fabalis)                                                                             |
|  | |

|  | Kurzschnabelgans (Anser brachyrhynchus) |
|  |                                         |
|  | Waldsaatgans (Anser fabalis)            |
|  |                                         |

|  | Blässgans (Anser albifrons)  |
|  |                              |
|  | Zwerggans (Anser erythropus) |
|  |                              |

|  | Tundrasaatgans (Anser serrirostris)                                                                      |
|  | |
|  | \| \| Kurzschnabelgans (Anser brachyrhynchus) \| \| \| \| \| \| Waldsaatgans (Anser fabalis) \| \| \| \| |
|  | |
|  | Kurzschnabelgans (Anser brachyrhynchus)                                                                  |
|  | |
|  | Waldsaatgans (Anser fabalis)                                                                             |
|  | |

|  | Kurzschnabelgans (Anser brachyrhynchus) |
|  |                                         |
|  | Waldsaatgans (Anser fabalis)            |
|  |                                         |

|  | Blässgans (Anser albifrons)  |
|  |                              |
|  | Zwerggans (Anser erythropus) |
|  |                              |

|  | Kaisergans (Anser canagicus)                                                                       |
|  | |
|  | \| \| Zwergschneegans (Anser rossii) \| \| \| \| \| \| Schneegans (Anser caerulescens) \| \| \| \| |
|  | |
|  | Zwergschneegans (Anser rossii)                                                                     |
|  | |
|  | Schneegans (Anser caerulescens)                                                                    |
|  | |

|  | Zwergschneegans (Anser rossii)  |
|  |                                 |
|  | Schneegans (Anser caerulescens) |
|  |                                 |

|  | Tundrasaatgans (Anser serrirostris)                                                                      |
|  | |
|  | \| \| Kurzschnabelgans (Anser brachyrhynchus) \| \| \| \| \| \| Waldsaatgans (Anser fabalis) \| \| \| \| |
|  | |
|  | Kurzschnabelgans (Anser brachyrhynchus)                                                                  |
|  | |
|  | Waldsaatgans (Anser fabalis)                                                                             |
|  | |

|  | Kurzschnabelgans (Anser brachyrhynchus) |
|  |                                         |
|  | Waldsaatgans (Anser fabalis)            |
|  |                                         |

|  | Blässgans (Anser albifrons)  |
|  |                              |
|  | Zwerggans (Anser erythropus) |
|  |                              |

|  | Tundrasaatgans (Anser serrirostris)                                                                      |
|  | |
|  | \| \| Kurzschnabelgans (Anser brachyrhynchus) \| \| \| \| \| \| Waldsaatgans (Anser fabalis) \| \| \| \| |
|  | |
|  | Kurzschnabelgans (Anser brachyrhynchus)                                                                  |
|  | |
|  | Waldsaatgans (Anser fabalis)                                                                             |
|  | |

|  | Kurzschnabelgans (Anser brachyrhynchus) |
|  |                                         |
|  | Waldsaatgans (Anser fabalis)            |
|  |                                         |

|  | Blässgans (Anser albifrons)  |
|  |                              |
|  | Zwerggans (Anser erythropus) |
|  |                              |

|  | Tundrasaatgans (Anser serrirostris)                                                                      |
|  | |
|  | \| \| Kurzschnabelgans (Anser brachyrhynchus) \| \| \| \| \| \| Waldsaatgans (Anser fabalis) \| \| \| \| |
|  | |
|  | Kurzschnabelgans (Anser brachyrhynchus)                                                                  |
|  | |
|  | Waldsaatgans (Anser fabalis)                                                                             |
|  | |

|  | Kurzschnabelgans (Anser brachyrhynchus) |
|  |                                         |
|  | Waldsaatgans (Anser fabalis)            |
|  |                                         |

|  | Blässgans (Anser albifrons)  |
|  |                              |
|  | Zwerggans (Anser erythropus) |
|  |                              |

|  | Tundrasaatgans (Anser serrirostris)                                                                      |
|  | |
|  | \| \| Kurzschnabelgans (Anser brachyrhynchus) \| \| \| \| \| \| Waldsaatgans (Anser fabalis) \| \| \| \| |
|  | |
|  | Kurzschnabelgans (Anser brachyrhynchus)                                                                  |
|  | |
|  | Waldsaatgans (Anser fabalis)                                                                             |
|  | |

|  | Kurzschnabelgans (Anser brachyrhynchus) |
|  |                                         |
|  | Waldsaatgans (Anser fabalis)            |
|  |                                         |

|  | Blässgans (Anser albifrons)  |
|  |                              |
|  | Zwerggans (Anser erythropus) |
|  |                              |

|  | Tundrasaatgans (Anser serrirostris)                                                                      |
|  | |
|  | \| \| Kurzschnabelgans (Anser brachyrhynchus) \| \| \| \| \| \| Waldsaatgans (Anser fabalis) \| \| \| \| |
|  | |
|  | Kurzschnabelgans (Anser brachyrhynchus)                                                                  |
|  | |
|  | Waldsaatgans (Anser fabalis)                                                                             |
|  | |

|  | Kurzschnabelgans (Anser brachyrhynchus) |
|  |                                         |
|  | Waldsaatgans (Anser fabalis)            |
|  |                                         |

|  | Blässgans (Anser albifrons)  |
|  |                              |
|  | Zwerggans (Anser erythropus) |
|  |                              |

|  | Tundrasaatgans (Anser serrirostris)                                                                      |
|  | |
|  | \| \| Kurzschnabelgans (Anser brachyrhynchus) \| \| \| \| \| \| Waldsaatgans (Anser fabalis) \| \| \| \| |
|  | |
|  | Kurzschnabelgans (Anser brachyrhynchus)                                                                  |
|  | |
|  | Waldsaatgans (Anser fabalis)                                                                             |
|  | |

|  | Kurzschnabelgans (Anser brachyrhynchus) |
|  |                                         |
|  | Waldsaatgans (Anser fabalis)            |
|  |                                         |

|  | Blässgans (Anser albifrons)  |
|  |                              |
|  | Zwerggans (Anser erythropus) |
|  |                              |

|  | Tundrasaatgans (Anser serrirostris)                                                                      |
|  | |
|  | \| \| Kurzschnabelgans (Anser brachyrhynchus) \| \| \| \| \| \| Waldsaatgans (Anser fabalis) \| \| \| \| |
|  | |
|  | Kurzschnabelgans (Anser brachyrhynchus)                                                                  |
|  | |
|  | Waldsaatgans (Anser fabalis)                                                                             |
|  | |

|  | Kurzschnabelgans (Anser brachyrhynchus) |
|  |                                         |
|  | Waldsaatgans (Anser fabalis)            |
|  |                                         |

|  | Blässgans (Anser albifrons)  |
|  |                              |
|  | Zwerggans (Anser erythropus) |
|  |                              |

|  | Tundrasaatgans (Anser serrirostris)                                                                      |
|  | |
|  | \| \| Kurzschnabelgans (Anser brachyrhynchus) \| \| \| \| \| \| Waldsaatgans (Anser fabalis) \| \| \| \| |
|  | |
|  | Kurzschnabelgans (Anser brachyrhynchus)                                                                  |
|  | |
|  | Waldsaatgans (Anser fabalis)                                                                             |
|  | |

|  | Kurzschnabelgans (Anser brachyrhynchus) |
|  |                                         |
|  | Waldsaatgans (Anser fabalis)            |
|  |                                         |

|  | Blässgans (Anser albifrons)  |
|  |                              |
|  | Zwerggans (Anser erythropus) |
|  |                              |

|  | Kaisergans (Anser canagicus)                                                                       |
|  | |
|  | \| \| Zwergschneegans (Anser rossii) \| \| \| \| \| \| Schneegans (Anser caerulescens) \| \| \| \| |
|  | |
|  | Zwergschneegans (Anser rossii)                                                                     |
|  | |
|  | Schneegans (Anser caerulescens)                                                                    |
|  | |

|  | Zwergschneegans (Anser rossii)  |
|  |                                 |
|  | Schneegans (Anser caerulescens) |
|  |                                 |

|  | Tundrasaatgans (Anser serrirostris)                                                                      |
|  | |
|  | \| \| Kurzschnabelgans (Anser brachyrhynchus) \| \| \| \| \| \| Waldsaatgans (Anser fabalis) \| \| \| \| |
|  | |
|  | Kurzschnabelgans (Anser brachyrhynchus)                                                                  |
|  | |
|  | Waldsaatgans (Anser fabalis)                                                                             |
|  | |

|  | Kurzschnabelgans (Anser brachyrhynchus) |
|  |                                         |
|  | Waldsaatgans (Anser fabalis)            |
|  |                                         |

|  | Blässgans (Anser albifrons)  |
|  |                              |
|  | Zwerggans (Anser erythropus) |
|  |                              |

|  | Tundrasaatgans (Anser serrirostris)                                                                      |
|  | |
|  | \| \| Kurzschnabelgans (Anser brachyrhynchus) \| \| \| \| \| \| Waldsaatgans (Anser fabalis) \| \| \| \| |
|  | |
|  | Kurzschnabelgans (Anser brachyrhynchus)                                                                  |
|  | |
|  | Waldsaatgans (Anser fabalis)                                                                             |
|  | |

|  | Kurzschnabelgans (Anser brachyrhynchus) |
|  |                                         |
|  | Waldsaatgans (Anser fabalis)            |
|  |                                         |

|  | Blässgans (Anser albifrons)  |
|  |                              |
|  | Zwerggans (Anser erythropus) |
|  |                              |

|  | Tundrasaatgans (Anser serrirostris)                                                                      |
|  | |
|  | \| \| Kurzschnabelgans (Anser brachyrhynchus) \| \| \| \| \| \| Waldsaatgans (Anser fabalis) \| \| \| \| |
|  | |
|  | Kurzschnabelgans (Anser brachyrhynchus)                                                                  |
|  | |
|  | Waldsaatgans (Anser fabalis)                                                                             |
|  | |

|  | Kurzschnabelgans (Anser brachyrhynchus) |
|  |                                         |
|  | Waldsaatgans (Anser fabalis)            |
|  |                                         |

|  | Blässgans (Anser albifrons)  |
|  |                              |
|  | Zwerggans (Anser erythropus) |
|  |                              |

|  | Tundrasaatgans (Anser serrirostris)                                                                      |
|  | |
|  | \| \| Kurzschnabelgans (Anser brachyrhynchus) \| \| \| \| \| \| Waldsaatgans (Anser fabalis) \| \| \| \| |
|  | |
|  | Kurzschnabelgans (Anser brachyrhynchus)                                                                  |
|  | |
|  | Waldsaatgans (Anser fabalis)                                                                             |
|  | |

|  | Kurzschnabelgans (Anser brachyrhynchus) |
|  |                                         |
|  | Waldsaatgans (Anser fabalis)            |
|  |                                         |

|  | Blässgans (Anser albifrons)  |
|  |                              |
|  | Zwerggans (Anser erythropus) |
|  |                              |

|  | Tundrasaatgans (Anser serrirostris)                                                                      |
|  | |
|  | \| \| Kurzschnabelgans (Anser brachyrhynchus) \| \| \| \| \| \| Waldsaatgans (Anser fabalis) \| \| \| \| |
|  | |
|  | Kurzschnabelgans (Anser brachyrhynchus)                                                                  |
|  | |
|  | Waldsaatgans (Anser fabalis)                                                                             |
|  | |

|  | Kurzschnabelgans (Anser brachyrhynchus) |
|  |                                         |
|  | Waldsaatgans (Anser fabalis)            |
|  |                                         |

|  | Blässgans (Anser albifrons)  |
|  |                              |
|  | Zwerggans (Anser erythropus) |
|  |                              |

|  | Tundrasaatgans (Anser serrirostris)                                                                      |
|  | |
|  | \| \| Kurzschnabelgans (Anser brachyrhynchus) \| \| \| \| \| \| Waldsaatgans (Anser fabalis) \| \| \| \| |
|  | |
|  | Kurzschnabelgans (Anser brachyrhynchus)                                                                  |
|  | |
|  | Waldsaatgans (Anser fabalis)                                                                             |
|  | |

|  | Kurzschnabelgans (Anser brachyrhynchus) |
|  |                                         |
|  | Waldsaatgans (Anser fabalis)            |
|  |                                         |

|  | Blässgans (Anser albifrons)  |
|  |                              |
|  | Zwerggans (Anser erythropus) |
|  |                              |

|  | Tundrasaatgans (Anser serrirostris)                                                                      |
|  | |
|  | \| \| Kurzschnabelgans (Anser brachyrhynchus) \| \| \| \| \| \| Waldsaatgans (Anser fabalis) \| \| \| \| |
|  | |
|  | Kurzschnabelgans (Anser brachyrhynchus)                                                                  |
|  | |
|  | Waldsaatgans (Anser fabalis)                                                                             |
|  | |

|  | Kurzschnabelgans (Anser brachyrhynchus) |
|  |                                         |
|  | Waldsaatgans (Anser fabalis)            |
|  |                                         |

|  | Blässgans (Anser albifrons)  |
|  |                              |
|  | Zwerggans (Anser erythropus) |
|  |                              |

|  | Tundrasaatgans (Anser serrirostris)                                                                      |
|  | |
|  | \| \| Kurzschnabelgans (Anser brachyrhynchus) \| \| \| \| \| \| Waldsaatgans (Anser fabalis) \| \| \| \| |
|  | |
|  | Kurzschnabelgans (Anser brachyrhynchus)                                                                  |
|  | |
|  | Waldsaatgans (Anser fabalis)                                                                             |
|  | |

|  | Kurzschnabelgans (Anser brachyrhynchus) |
|  |                                         |
|  | Waldsaatgans (Anser fabalis)            |
|  |                                         |

|  | Blässgans (Anser albifrons)  |
|  |                              |
|  | Zwerggans (Anser erythropus) |
|  |                              |